# En Vogue
En Vogue é um girl group estadunidense de R&B, cuja formação original consistia em quatro integrantes: Terry Ellis, Dawn Robinson, Cindy Herron e Maxine Jones. Formado em Oakland, Califórnia em 1989, o En Vogue alcançou o segundo lugar Billboard Hot 100 com o single "Hold On", que foi retirado de seu álbum de estreia Born to Sing (1990). Seu segundo disco, Funky Divas (1992), ficou nos dez primeiros lugares nos EUA e trouxe os singles de sucesso na Billboard Hot 100, "My Lovin' (You're Never Gonna Get It)", "Giving Him Something He Can Feel" e "Free Your Mind".
Em 1996, "Do not Let Go (Love)" tornou-se o terceiro single do grupo a chegar ao segundo lugar no Billboard Hot 100; além de liderar às paradas de R&B. Robinson deixou o grupo em 1997, pouco antes do lançamento de seu terceiro álbum, EV3. Jones saiu em 2001 e foi substituída por Amanda Cole; no entanto, em 2003, Cole também partiu e foi substituída por Rhona Bennett, durante a gravação do álbum Soul Flower. Em 2005, as integrantes originais reuniram-se brevemente antes de se separarem novamente. Em 2009, a primeira formação reuniu-se para o 20º aniversário da banda. Pouco depois da turnê, Robinson e Jones voltaram ao grupo, com Bennett deixando-o como um trio.
O En Vogue já vendeu mais de 20 milhões de cópias no mundo até a data e são consideradas um dos melhores grupos vocais femininos de todos os tempos. Ao longo de sua carreira, a banda conquistou sete MTV Video Music Awards, três Soul Train Music Awards, dois American Music Awards e recebeu sete indicações ao Grammy Awards. Em dezembro de 1999, a revista Billboard classificou-as no número 19 entre os artistas mais bem sucedidos da década de 1990. Em março de 2015, a mesma publicação, nomeou-as como o nono grupo feminino mais bem sucedido de todos os tempos, com base em suas paradas. Dois dos singles do grupo estão na lista de canções de grupos femininos de maior sucesso de todos os tempos da Billboard, "Don't Let Go (Love)" (nº 12) e "Hold On" (nº 23).

## Trajetória

### 1989-91: Born to Sing
Depois de formado, o grupo começou a trabalhar no álbum de estreia. As gravações começaram em agosto de 1989, e se completaram em dezembro do mesmo ano. Born to Sing foi lançado em 3 de abril de 1990. O álbum ficou em 21º lugar na Billboard 200 e em primeiro lugar na lista dos álbuns R&B da Billboard. O primeiro single, "Hold On", foi lançado nas rádios no fim de fevereiro de 1990 e tornou-se hit mundial, alcançando o segundo lugar na lista dos 100 melhores singles da Billboard e número um nas listas de singles R&B e Dance Music. Mais tarde, alcançou o 5º lugar no Reino Unido e tornou-se hit também na Europa. Os próximos dois singles, "Lies" e "You Don't Have to Worry" foram número um na lista Billboard R&B, enquanto que o quarto e último single, "Don't go", alcançou o terceiro lugar na mesma lista. Mais tarde o álbum foi certificado como platina pelo RIAA. "Hold on" ganhou o prêmio de "Melhor Single de R&B do Ano" do Billboard Music Awards, um Soul Train Award de "Melhor single do ano/grupo/banda/dupla de R&B/Urbano Contemporâneo" e foi indicado a um Grammy Award por "Melhor performance vocal de R&B por um grupo ou dupla". Em 1990, En Vogue assinou um contrato para aparecer em um comercial da Coca Diet dirigido por Spike Lee.

### 1992-94: Funky Divas e Runaway Love
O segundo álbum de En Vogue, Funky Divas, foi lançado na primavera de 1992. O álbum estreou em oitavo lugar na Billboard 200 primeira posição na parada Billboard R&B/Hip-Hop Albums e, por fim, dobrou as vendas de seu antecessor, alcançando o triplo disco de platina. Os dois primeiros singles do álbum: "My Lovin' (You're Never Gonna Get It)" e "Giving Him Something He Can Feel", chegaram ao top 10 da hot 100 e ao primeiro lugar na parada de R&B. O próximo single, "Free Your Mind" também chegou no top 10. Os dois últimos singles, "Give It Up Turn It Loose" e "Love Don't Love You" estiveram no top 40. O álbum vendeu mais de cinco milhões de cópias, ganhou um American Music Awards de Álbum Favorito de Soul/R&B e foi indicado a cinco prêmios Grammy. O videoclipe de "Free Your Mind" rendeu ao grupo três prêmios no MTV Video Music Awards, como Melhor Coreografia, Melhor Vídeo de Dança e Melhor Vídeo de R&B. Eles foram homenageadas com o prêmio de Artista do Ano da Soul Train Awards. Além disso, o grupo foi destaque na capa da revista Rolling Stone, além de outras publicações importantes. 
Aproveitando o sucesso de Funky Divas, um EP de seis músicas intitulado Runaway Love foi lançado no outono de 1993, gerando o sucesso "Runaway Love"; e o hit top 10 do grupo Salt-N-Pepa, "Whatta Man", parceria que também fez parte do EP. Ainda em 1993, o grupo foi destaque como banda de abertura na turnê "Never Let Me Go" de Luther Vandross. 

### 1995-99: A Saída de Robinson eEV3
Em 1995, O En Vogue esteve entre os numerosos vocalistas apresentados na música "Freedom", para a trilha sonora de Panther. Também em 1995, a integrante do grupo Terry Ellis gravou um álbum solo intitulado "Southern Gal", que entrou no top 10 de singles de R&B com  "Where Ever You Are", e o grupo fez uma aparição especial no filme Batman Forever.
Em 1996, En Vogue gravou "Do not Let Go (Love)" para a trilha sonora do filme Set It Off. Lançado no outono, tornou-se o maior sucesso do grupo; O single atingiu o segundo lugar no Hot 100, e 1 no R&B singles chart, e foi certificado platina pela RIAA; O single também seria o último com a integrante Robinson. Em resposta ao sucesso comercial de "Do not Let Go (Love)", o grupo firmemente começou a trabalhar em seu terceiro álbum. Quando o álbum estava quase terminando, Robinson decidiu deixar o grupo em abril de 1997, depois que negociações contratuais alcançaram um impasse. Apesar da partida repentina de Robinson, O En Vogue resolveu continuar como um trio (forçando o grupo a regravar algumas das faixas do álbum).
O EV3, o terceiro álbum do grupo, foi lançado na primavera e estreou no 8º lugar nas paradas Billboard 200 e Billboard R&B. Babyface, escreveu e produziu "Whatever", que passou a se tornar um hit pop top-20, um top 10 R&B, enquanto também atingiu o quinto lugar no Hot Dance Music/Club Play chart. Em 26 de agosto de 1997, o single foi certificado ouro pela RIAA. O segundo single "Too Gone, Too Long" (que foi produzido por David Foster e escrito por Diane Warren) teve um sucesso mais modesto, conseguindo apenas o pico no top quarenta. Apesar de receber certificado de platina e ser nomeado para ao Grammy, as vendas do EV3, não atingiram a expectativa da gravadora. Uma turnê mundial tinha sido planejada, mas foi cancelada.
Em 1998, O En Vogue gravou "No Fool No More" para a trilha sonora do filme, Why Do Fools Fall In Love, assim como uma versão de "I Want A Monster", para o especial "Elmopalooza" da ABC; Uma compilação de grandes sucessos, The Best of En Vogue, também foi lançada.

### 2000-03:Masterpiece Theatree nova integrante
O quarto álbum de estúdio do grupo, Masterpiece Theatre, foi lançado em maio de 2000. O álbum estreou na posição 67 na Billboard 200 e 33 na R&B Albums Charts. O primeiro (e único) single do álbum, "Riddle", alcançou o número 92 na Hot 100 e 95 na parada de R&B. Como resultado de vendas baixas, o grupo foi dispensado da gravadora Elektra Records.
Em 2001, a integrante original Maxine Jones deixou o grupo, para se dedicar a sua família. Como resultado, Amanda Cole se juntou ao grupo. Ellis, Herron e Cole lançaram um álbum de natal, The Gift of Christmas. Logo após o álbum de natal, Cole também deixou o grupo e foi substituída por Rhona Bennett. Enquanto isso, o primeiro disco solo de Robinson "Dawn" foi lançado em 29 de janeiro de 2002. Durante a última parte de 2003, O En Vogue percorreu a Europa com Maxine Jones se juntando ao grupo para preencher o lugar de Cindy Herron, que estava de licença de maternidade.

### 2004-07:Soul Flowere reunião improvisada
Em 2004, O En Vogue (agora composto por Ellis, Herron e Bennett) lançou seu sexto álbum, Soul Flower, na gravadora independente "33rd Street Records1". O álbum não conseguiu entrar no Billboard 200, mas atingiu o nº 47 nas paradas de R&B. O  álbum gerou dois singles: "Losin 'My Mind" e "Ooh Boy". Logo após a promoção ter terminado deste álbum, Maxine Jones voltou ao En Vogue, transformando o grupo de volta em um quarteto, pela primeira vez desde 1996. O grupo se uniu com Boyz II Men, para datas de concertos selecionados durante o verão de 2004. Naquele mesmo ano, O En Vogue estampou a capa da revista R&B, Showcase.
Em 2005, após oito anos, Robinson volta ao En Vogue. As quatro integrantes originais, passaram a assinar com uma das maiores empresas de gestão da indústria, The Firm Management Group. Em setembro, elas se juntaram as Salt-N-Pepa, para a primeira apresentação conjunta dos grupos, do seu hit de 1994, "Whatta Man" no "VH-1's Hip Hop Honors", e fizeram uma breve turnê juntas. Elas também receberam outra indicação ao Grammy para o single "[What What Fuss]", que incluía Stevie Wonder e Prince na guitarra; O grupo também apareceu no videoclipe da canção. Depois de não concordar em termos de negócios, Robinson mais uma vez optou por sair do grupo, e Bennett retornou; Como resultado, o grupo foi dispensado da empresa e o novo álbum foi cancelado. O En Vogue continuou a realizar shows pela América do Norte com Terry Ellis, Maxine Jones, Cindy Herron e Rhona Bennett. Durante este tempo, o grupo uniu-se com a cantora belga Natalia Druyts, para uma canção chamada "Glamorous", onde os vocais de Rhona Bennett são apresentados; O single alcançou a 2ª posição nas paradas belgas.

### 2008-11: Retorno e saída de Robinson

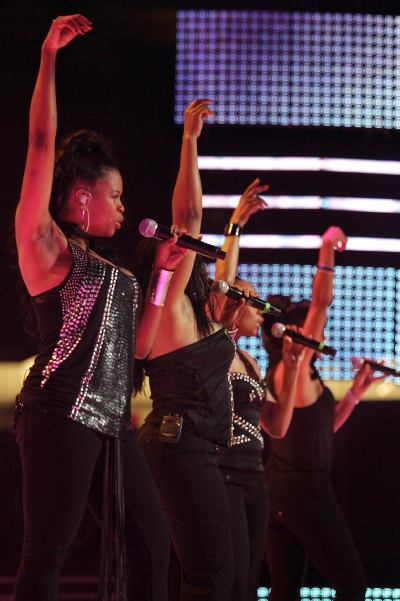
En Vogue durante a turnê de reunião do grupo (2009).

Em 24 de junho de 2008, a formação original do En Vogue apareceu no BET Awards, cantando com Alicia Keys, SWV e TLC, como uma homenagem a grupos de garotas da década de 1990. Com a homenagem, O En Vogue recebeu o vigésimo oitavo maior número de hits no site Rock on the Net, para o mês de junho de 2008. No mês seguinte, o grupo subiu para a décima segunda posição. A partir de 30 de junho, Robinson afirmou através de um site de fãs no Yahoo!, que ela realmente havia retornado ao En Vogue. Em 6 de agosto, as integrantes originais da banda, apareceram na estação de televisão KTLA de Los Angeles e anunciaram que se reuniriam e fariam shows pelo país durante a última parte de 2008. Além disso, elas se apresentou no Essence Music Festival de 2009, em Nova Orleans. Elas continuaram a turnê pelos Estados Unidos. Em outubro de 2010, a banda realizou seu primeiro show no Reino Unido, após 18 anos em Londres.
Em 26 de setembro de 2011, um novo single chamado "I'll Cry Later" foi enviado para as estações de rádio contemporâneas. Em dezembro de 2011, Dawn Robinson deixou o En Vogue, mais uma vez. 

### 2012-15: Brigas na justiça e saída de Maxine Jones e Rhona Bennett
Em agosto de 2012, Maxine Jones, assim como Dawn Robinson, deixaram o grupo. Durante este tempo, elas adicionaram a integrante Shaunté Usual à formação do grupo. Herron e Ellis continuariam a fazer turnês como En Vogue, com Rhona Bennett. Foi também anunciado que as integrantes estavam em briga na justiça, pelo uso do nome da banda; Um juiz determinou Herron e Ellis, como detentoras do nome do grupo. No final de 2012, Robinson e Jones anunciaram que iriam lançar um novo grupo chamado "Heirs to the Throne". Em 2013, Robinson desistiu do novo grupo e se juntou ao elenco do reality show "R&B Divas: L.A". No início de 2013, Jones começou uma turnê com Alison Carney e Maria Freeman, como sua nova formação do En Vogue, intitulada "En Vogue to the Max". Jones mais tarde, perdeu o direito de usar o nome "En Vogue" e embarcou em uma carreira solo com seu single de estreia "Did I I" em 2014. Mais tarde ela teve que pedir falência devido ao processo e dívidas.
Em julho de 2014, En Vogue assinou com a Pyramid Records. Em novembro, o trio estrelou o filme da Lifetime, An En Vogue Christmas, no qual interpretaram versões fictícias de si mesmos, reunindo-se para fazer um show beneficente para salvar uma boate onde começaram; O filme apresentou os singles de sucesso do grupo, bem como duas novas faixas, "Emotions" e "A Thousand Times" e uma nova versão de "O Holy Night".
Em fevereiro de 2015, Rufftown processou Ellis e Herron por mais de US$ 300 milhões, alegando que a dupla violou um contrato de gravação exclusivo ao assinar com a Pyramid. Resolveu-se fora do tribunal, resultando no lançamento do EP "Rufftown Presents En Vogue" em abril de 2015, que continha quatro canções gravadas durante o seu tempo com Rufftown, incluindo "I'll Cry Later".

### 2016-19:Electric Café
Em 2016, a En Vogue lançou "Deja Vu", o primeiro single promocional do Electric Café, por meio de sua própria gravadora En Vogue Records, depois de assinar com a Entertainment One Music. No ano seguinte, elas embarcaram na turnê For the Love of Music. A turnê européia lançado em 06 de abril de 2017 em Dublin, Irlanda e concluiu em Bremen, Alemanha em 25 de abril. Também em 2017, o trio lançou mais três singles de seu próximo trabalho, incluindo individuais de zumbido "I'm Good" e "Have a Seat" com Snoop Dogg, bem como o single principal "Rocket", escrito por Ne-Yo, o último dos quais tornou-o primeiro top 10 do grupo na Billboard Adult R&B Songs em mais de vinte anos. O sétimo álbum de estúdio da banda, Electric Café, e primeiro álbum em 14 anos, foi lançado em 6 de abril de 2018. No mesmo mês, o grupo começou a segunda etapa de sua turnê europeia em apoio ao Electric Café. Em 10 de agosto de 2018, "Reach 4 Me" foi anunciado como segundo single oficial do álbum.
Em julho de 2019, o grupo fez uma participação no álbum The Big Day, do Chance the Rapper, na música "I Got You (Always and Forever)", ao lado de Kierra Sheard e Ari Lennox. Em outubro de 2019, as membros originais Robinson e Jones se reuniram com Ellis, Herron e Bennett para uma apresentação no palco para homenagear a executiva da indústria musical Sylvia Rhone no City of Hope Gala 2019, marcando a primeira vez que todos os cinco membros se apresentaram juntos.

### 2020-presente: Novas turnês
Em outubro de 2020, o trio Ellis, Herron e Bennett encerrou o Billboard Music Awards de 2020, apresentando "Free Your Mind". No ano seguinte, o grupo fez uma participação especial na sequência da comédia Coming 2 America, ao lado de Salt-N-Pepa.
Em 2022, En Vogue competiu na sétima temporada do The Masked Singer como "Queen Cobras". No mesmo ano, a banda embarcou na "Mixtape Tour" ao lado de New Kids on the Block, Salt-N-Pepa e Rick Astley. No verão de 2023, elas se juntaram ao TLC e Shaggy na turnê "Hot Summer Nights". Mais tarde naquele ano, eles apresentaram "Free Your Mind" na Parada do Dia de Ação de Graças da Macy's. Entre maio e junho de 2024, o grupo retornou a Londres, pela primeira vez desde 2018, para apresentações nos festivais Cross the Tracks e Mighty Hoopla; Também se apresentaram em festivais de verão nos Estados Unidos e no "The Fourth in America" da CNN em julho.
Em fevereiro de 2025, En Vogue se apresentou no show do intervalo do NBA All-Star Game, com a ex-integrante Maxine Jones se juntando ao grupo.

## Discografia
- Born to Sing (1990)
- Funky Divas (1992)
- EV3 (1997)
- Masterpiece Theatre (2000)
- The Gift of Christmas (2002)
- Soul Flower (2004)
- Electric Café (2018)

## Integrantes
| Atuais - Terry Ellis (1989–presente) - Cindy Herron (1989-1995), (1996-2004), (2005-presente) - Rhona Bennett (2003-2005), (2006-2008), (2012-presente) | Anteriores - Dawn Robinson (1989–1997), (2005), (2008-2011) - Maxine Jones (1989–2001), (2004-2012) - Amanda Cole (2001–2003) |

## Turnês
- Born To Sing Tour (1990)
- Funky Divas Tour (1992)
- EV3 Tour (1997)
- En Vogue Live! (2005)
- En Vogue: 20th Anniversary Tour (2010–11)
- For The Love of Music (2017)